# Pedro Abad
Pedro Abad – gmina w Hiszpanii, w prowincji Kordoba, w Andaluzji, o powierzchni 23,46 km². W 2011 roku gmina liczyła 2971 mieszkańców.